# Adrien Conus
Pour les articles homonymes, voir Conus.
 (octobre 2014).
Adrien Conus, né le 23 avril 1900 à Moscou, mort le 1er septembre 1947 à Bangui, est un officier français, Compagnon de la Libération.

## Biographie
Né à Moscou en 1900, il gagne la France avec ses parents, qui ne sont pas favorables au nouveau pouvoir léniniste,  après la révolution bolchevique d'octobre 1917. Il effectue des études d'ingénieur et est diplômé de l’École des travaux publics en 1923. Lors de son service militaire, qu'il effectue en tant que sous-officier, il participe aux combats du Maroc de 1924 à 1926. Ingénieur des travaux publics à Bangui, il est mobilisé comme sergent-chef de réserve en septembre 1939. En août 1940, il participe au ralliement de l'Oubangui-Chari et s'engage dans les Forces françaises libres. Promu sous-lieutenant en 1941, il rejoint le corps franc du 2e bataillon de marche (BM2) du colonel Robert de Roux, créé le 1er novembre 1940 à Bangui, où il est placé sous les ordres du futur colonel Pierre-Louis Bourgoin.
Au début de janvier 1941, il quitte Bangui avec le BM2 pour le camp de Qastina, en Palestine, et prend part, en juin suivant, à la campagne de Syrie, où il mène des opérations remarquées avec son corps franc à Abou, Atriss-Kaden et Nébec.
En mai 1942, son sens de l'organisation et ses qualités d'ingénieur lui permettent d'améliorer les patrouilles motorisées en montant sur les Bren Carrier britanniques un canon de 25 mm français. Elles ont infligé de lourdes pertes aux véhicules allemands dans la guerre du désert. Il participe notamment aux combats d'El Michellé et d'El Tellin. Lors de la bataille de Bir-Hakeim, il brise grâce à ses Bren Carrier tous les assauts blindés germano-italiens dans son secteur. Lors de la sortie du 11 juin, son véhicule est détruit par un anti-char et lui-même est blessé à l'épaule par une balle. Puis il passe à l’Experimental Work Shop du Middle East, où il met au point le canon spécifique appelé  « Conus Gun », canon de 75 mm français monté sur le châssis d'un camion, qui équipe deux pelotons de la bataille d'El Alamein à la campagne de Tunisie.
En avril 1943, il rejoint le 1er régiment de marche de spahis marocains, au sein duquel il prend part à la campagne de Tunisie. Toutefois, un éclat d'obus le blesse au pied.
Parti en octobre 1943 pour Londres où il passe une brève convalescence, il rejoint les parachutistes SAS du colonel Bourgoin. Au début de juin 1944, sous le pseudonyme de « Volume », il est parachuté dans l'Ain puis rejoint le maquis du Vercors où il sert sous les ordres du colonel François Huet. Volontaire pour une mission de liaison avec le maquis de l'Oisans, il est capturé avec plusieurs camarades (notamment Jean Foillard et Léon Jail ) le 23 juillet 1944, torturé dans une ferme du Genevrey de Vif (en Isère), puis conduit à Saint-Guillaume où il parvient à échapper à son peloton d'exécution en se jetant dans un ravin et en se cachant dans un trou recouvert de feuilles. Il parvient à rallier le maquis de l'Oisans où il fait son rapport et fait envoyer un message à Londres depuis un poste émetteur de maquisards: «Arrêté-torturé-fusillé-bonne santé.». Puis il retourne vers le Vercors, où il participe aux combats du maquis du Dauphinois.
Nommé chef de bataillon en septembre 1944, il prend part à la campagne d'Allemagne au sein du commando A220 du colonel Duclos, qui intervient derrière les lignes ennemies.
Après la capitulation allemande, il rejoint l'Indochine, où il met en place le commando Conus, une unité parachutiste qu'il commande en opérations de juillet 1945 à mai 1946 en Cochinchine et au Laos. Sa santé déclinant en mars 1946, il quitte l'Indochine au début de juillet et rentre en France. Nommé lieutenant-colonel, il part en mai 1947 pour l'Afrique, où il est nommé inspecteur des chasses pour l'Afrique équatoriale française. Malade, il décède à l'hôpital de Bangui le 1er septembre 1947.

## Décorations
- Chevalier de la Légion d'honneur
- Compagnon de la Libération par décret du 13 juillet 1945
- Croix de guerre 1939-1945 (5 citations)
- Croix de guerre des Théâtres d'opérations extérieurs, palme de bronze
- Médaille de la Résistance française avec rosette par décret du 24 avril 1946[3]
- Médaille des évadés
- Médaille coloniale avec agrafe « Maroc »
- Ordre du Service distingué (Royaume-Uni)
- Commandeur de l'Ordre du Million d’Éléphants et du Parasol blanc (Laos)